# Julia Swayne Gordon
Julia Swayne Gordon (Columbus, 29 d'octubre de 1881 – Los Angeles, 28 de maig de 1933) va ser una actriu de cinema mut nord-americana molt popular en la dècada de 1910. Entre els seus papers més recordats hi ha el de la mare de Richard Arlen a la pel·lícula Wings (1927).

## Biografia
Va néixer a Columbus, Ohio, i es va educar en aquell estat. Tot i no provenir d'una família d'artistes es va desplaçar a Nova York on va esdevenir una actriu teatral. Entre altres va actuar amb Henrietta Crossman i James A. Hernes en obres d'èxit. Va actuar tant en teatre com en vodevil. També va fer gires pel sud dels Estats Units amb la seva companyia amb obres com “413”, “The Sins of the Mothers” o “The Juggernaut”. La seva carrera cinematogràfica va començar a la productora Edison Company.
El 1908 va ser contractada com a actriu de cinema per la companyia Vitagraph Studios on va arribar a ser molt respectada per la seva versatilitat. A la Vitagraph va ser una actriu molt popular. En una enquesta del 1915 realitzada per la revista Motion Picture Magazine es destacava en un dels primers llocs de la votació. Entre les pel·lícules amb èxit d'aquella època es destacaven Though your Sins be as Scarlet (1911), The Tiger Lily (1913), A Million Bid (1914), Two Women (1914), My Lady’s Slipper (1916), The Painted World (1919) i Shadows of the Past (1919). El 1919 va deixar la Vitagraph després d'onze anys a la companyia per actuar com a freelance. Va continuar actuant fins a la seva mort a Los Angeles el 1933.

## Filmografia

### Vitagraph (1908-1919)
- Othello (1908)
- Richard III (1908)
- The Merchant of Venice (1908)
- King Lear (1909)
- A Midsummer Night's Dream (1909)
- Twelfth Night (1910)
- Jean Goes Fishing (1910)
- Clancy (1910)
- Society and the Man (1911)
- A Tale of Two Cities (1911)
- An Aching Void (1911)
- Though Your Sins Be as Scarlet, (1911)
- A Klondike Steal; o, The Stolen Claim (1911)
- The Peace Offering; o, The Absconding Bridget (1911)
- Hungry Hearts; o, The Children of Social Favorites (1911)
- The Welcome of the Unwelcome (1911)
- A Dead Man's Honor (1911)
- The Ends of the Earth (1911)
- The Sacrifice (1911)
- Barriers Burned Away (1911)
- A Quaker Mother (1911)
- Courage of Sorts (1911)
- The Battle Hymn of the Republic (1911)
- In Northern Forests (1911)
- Snow Bound with a Woman Hater (1911)
- The Lure of Vanity (1911)
- Treasure Trove (1911)
- Billy the Kid (1911)
- How Betty Won the School (1911)
- A Friendly Marriage (1911)
- Forgotten; o, An Answered Prayer (1911)
- Carr's Regeneration (1911)
- Daddy's Boy and Mammy (1911)
- The Missing Will (1911)
- Selecting His Heiress (1911)
- The Cabin Boy (1911)
- Lady Godiva (1911)
- The Foolishness of Jealousy (1911)
- A Message from Beyond (1911)
- Suffer Little Children (1911)
- Saving the Special (1911)
- Fires of Driftwood (1911)
- Captain Jenks' Dilemma (1912)
- The Meeting of the Ways (1912)
- Tom Tilling's Baby (1912)
- Her Boy (1912)
- Playmates (1912)
- The Chocolate Revolver (1912)
- The Love of John Ruskin (1912)
- Her Last Shot (1912)
- Stenographers Wanted (1912)
- The Diamond Brooch (1912)
- Cardinal Wolsey (1912)
- Mrs. Carter's Necklace (1912)
- Burnt Cork (1912)
- At Scrogginses' Corner (1912)
- The Jocular Winds of Fate (1912)
- The Woman Haters (1912)
- The Pink Pajama Girl (1912)
- The Victoria Cross (1912)
- The Lady of the Lake (1912)
- The Cylinder's Secret (1912)
- The Light That Failed (1912)
- The Days of Terror; o, In the Reign of Terror (1912)
- The Gamblers (1912)
- The Troublesome Step-Daughters (1912)
- A Bunch of Violets (1912)
- Conscience (1912)
- Rock of Ages (1912)
- Wanted, a Sister (1912)
- Vultures and Doves (1912)
- Flirt or Heroine (1912)
- Coronets and Hearts (1912)
- The Higher Mercy (1912)
- Her Choice (1912)
- Father's Hot Toddy (1912)
- Bettina's Substitute; o, There's No Fool Like an Old Fool (1912)
- Lord Browning and Cinderella (1912)
- Song of the Shell (1912)
- Ida's Christmas (1912)
- Two Women and Two Men (1912)
- Freckles (1912)
- The Wings of a Moth (1913)
- Thou Shalt Not Kill (1913)
- The Vengeance of Durand; o, The Two Portraits (1913)
- When Mary Grew Up (1913)
- Buttercups (1913)
- Beau Brummel (1913)
- Red and White Roses (1913)
- His Honor, the Mayor (1913)
- The Artist's Great Madonna (1913)
- Tricks of the Trade (1913)
- His House in Order; or, The Widower's Quest (1913)
- The Drop of Blood (1913)
- The Lion's Bride (1913)
- The Tiger Lily (1913)
- The Lady and the Glove (1913)
- The Kiss of Retribution (1913)
- The Fruits of Vengeance (1913)
- Luella's Love Story (1913)
- The Warmakers (1913)
- Daniel (1913)
- The Whimsical Threads of Destiny (1913)
- Hearts of Women (1914)
- A Million Bid (1914)
- Back to Broadway (1914)
- The Idler (1914)
- Old Reliable (1914)
- The Girl from Prosperity (1914)
- The Battle of the Weak (1914)
- He Never Knew (1914)
- The Vanity Case (1914)
- Shadows of the Past (1914)
- Uncle Bill (1914)
- The Painted World (1914)
- The Hidden Letters (1914)
- Four Thirteen (1914)
- Two Women (1914)
- An Affair for the Police (1914)
- The Sins of the Mothers (1914)
- The Juggernaut (1915)
- Lifting the Ban of Coventry (1915)
- Mr. Jarr and the Lady Reformer (1915)
- Mr. Jarr's Magnetic Friend (1915)
- The Esterbrook Case (1915)
- The Battle Cry of Peace (1915)
- Life's Yesterdays (1915)
- The Tigress (1915)
- Hearts Ablaze (1915)
- Wasted Lives (1915)
- The Thirteenth Girl (1915)
- My Lady's Slipper (1916)
- The Island of Surprise (1916)
- Out of the Quagmire (1916)
- The Suspect (1916)
- The Daring of Diana (1916)
- The Scarlet Runner (1916)
- The Enemy (1916)
- Her Right to Live (1917)
- Arsene Lupin (1917)
- The Hawk (1917)
- Clover's Rebellion (1917)
- The Soul Master (1917)
- The Maelstrom (1917)
- A Son of the Hills (1917)
- The Message of the Mouse (1917)
- Soldiers of Chance (1917)
- In the Balance (1917)
- The Desired Woman (1918)
- Over the Top (1918)
- The Soap Girl (1918)
- Love Watches (1918)
- The Captain's Captain (1919)
- The Girl Problem (1919)
- Miss Dulcie from Dixie (1919)
- Two Women (1919)
- A Stitch in Time (1919)
- The Painted World (1919)
- Shadows of the Past (1919)
- The Girl-Woman (1919)
- The Bramble Bush (1919)
- The Friendly Call (1920)

### Free Lance (1919-1933)
- The Moonshine Trail (1919)
- Greater Than Fame (1920)
- Lifting Shadows (1920)
- A Child for Sale (1920)
- For Love or Money (1920)
- Heliotrope (1920)
- The Silver Lining (1921)
- The Passionate Pilgrim (1921)
- Behind Masks (1921)
- Love, Hate and a Woman (1921)
- Burn 'Em Up Barnes (1921)
- Why Girls Leave Home (1921)
- Handcuffs or Kisses (1921)
- Shams of Society (1921)
- My Old Kentucky Home (1922)
- What's Wrong with the Women? (1922)
- Wildness of Youth (1922)
- When the Desert Calls (1922)
- Till We Meet Again (1922)
- How Women Love (1922)
- Women Men Marry  (1922)
- The Darling of the Rich (1922)
- Dark Secrets (1923)
- The Tie That Binds (1923)
- You Can't Fool Your Wife (1923)
- Scaramouche (1923)
- Not So Long Ago (1925)
- The Wheel (1925)
- Lights of Old Broadway (1925)
- The Far Cry (1926)
- Bride of the Storm (1926)
- Early to Wed (1926)
- Diplomacy (1926)
- It (1927)
- Heaven on Earth (1927)
- The King of Kings (1927)
- Children of Divorce (1927)
- Wings (1927)
- 13 Washington Square (1928)
- Hearts of Men (1928)
- The Smart Set (1928)
- The Scarlet Dove (1928)
- Road House (1928)
- The Viking (1928)
- Three Weekends, (1928)
- The Younger Generation (1929)
- The Eternal Woman (1929)
- The Divine Lady (1929)
- Scandal (1929)
- The Girl in the Glass Cage (1929)
- Gold Diggers of Broadway (1929)
- Is Everybody Happy? (1929)
- Dumbbells in Ermine (1930)
- The Dude Wrangler (1930)
- For the Love o' Lil (1930)
- Today (1930)
- The Primrose Path (1931)
- Captain Applejack (1931)
- The Drums of Jeopardy (1931)
- Misbehaving Ladies (1931)
- Up for Murder (1931)
- The Common Law (1931)
- The False Madonna (1931)
- Cançó de bressol trencada (1932)
- The Golden West (1932)
- Secrets of the French Police (1932)
- Hello, Everybody! (1933)